# Brittiska mästerskapet 1896/1897
Brittiska mästerskapet 1896/1897 var den 14:e säsongen av Brittiska mästerskapet i fotboll. 

## Tabell
| Nr | Lag       | S | V | O | F | GM | IM | MS | P |
| -- | --------- | - | - | - | - | -- | -- | -- | - |
| 1  | Skottland | 3 | 2 | 1 | 0 | 9  | 4  | +5 | 5 |
| 2  | England   | 3 | 2 | 0 | 1 | 11 | 2  | +9 | 4 |
| 3  | Irland    | 3 | 1 | 0 | 2 | 5  | 14 | −9 | 2 |
| 4  | Wales     | 3 | 0 | 1 | 2 | 5  | 10 | −5 | 1 |

## Matcher
|  | 20 februari 1897 | England                                             | 6 – 0 | Irland | Trent Bridge |            |
|  |                  | Fred Wheldon ×3 Steve Bloomer ×2 Charlie Athersmith |       |        | Nottingham   | Nottingham |
|  |                  |                                                     |       |        | Nottingham   | Nottingham |
|  |                  |                                                     |       |        | Nottingham   | Nottingham |

|  | 6 mars 1897 | Irland                                               | 4 – 3 | Wales                            | Solitude |         |
|  |             | James Baron Olphert Stanfield James Pyper Jack Peden |       | ×2 Billy Meredith Caesar Jenkyns | Belfast  | Belfast |
|  |             |                                                      |       |                                  | Belfast  | Belfast |
|  |             |                                                      |       |                                  | Belfast  | Belfast |

|  | 20 mars 1897 | Wales                                 | 2 – 2   | Skottland                                  | Racecourse Ground                                     |                                                       |
|  |              | Morgan Morgan-Owen 40′ David Pugh 75′ | (1 – 1) | 11′ (str.) John L. Ritchie 60′ John Walker | Wrexham Publik: 5 000 Domare: Thomas Armitt (England) | Wrexham Publik: 5 000 Domare: Thomas Armitt (England) |
|  |              |                                       |         |                                            | Wrexham Publik: 5 000 Domare: Thomas Armitt (England) | Wrexham Publik: 5 000 Domare: Thomas Armitt (England) |
|  |              |                                       |         |                                            | Wrexham Publik: 5 000 Domare: Thomas Armitt (England) | Wrexham Publik: 5 000 Domare: Thomas Armitt (England) |

|  | 28 mars 1897 | Skottland                                                                           | 5 – 1   | Irland          | Ibrox Park                                          |                                                     |
|  |              | John McPherson 5′, 70′ Neilly Gibson 15′ Robert Smyth McColl 25′ Alexander King 40′ | (4 – 0) | 62′ James Pyper | Glasgow Publik: 15 000 Domare: James Cooper (Wales) | Glasgow Publik: 15 000 Domare: James Cooper (Wales) |
|  |              |                                                                                     |         |                 | Glasgow Publik: 15 000 Domare: James Cooper (Wales) | Glasgow Publik: 15 000 Domare: James Cooper (Wales) |
|  |              |                                                                                     |         |                 | Glasgow Publik: 15 000 Domare: James Cooper (Wales) | Glasgow Publik: 15 000 Domare: James Cooper (Wales) |

|  | 29 mars 1987 | England                                     | 4 – 0 | Wales | Bramall Lane |           |
|  |              | Alf Milward ×2 Ernest Needham Steve Bloomer |       |       | Sheffield    | Sheffield |
|  |              |                                             |       |       | Sheffield    | Sheffield |
|  |              |                                             |       |       | Sheffield    | Sheffield |

|  | 3 april 1897 | England           | 1 – 2   | Skottland                          | The Crystal Palace                                         |                                                            |
|  |              | Steve Bloomer 19′ | (1 – 1) | 27′ Thomas Hyslop 83′ James Millar | London Publik: 33 715 Domare: Richard Thomas Gough (Wales) | London Publik: 33 715 Domare: Richard Thomas Gough (Wales) |
|  |              |                   |         |                                    | London Publik: 33 715 Domare: Richard Thomas Gough (Wales) | London Publik: 33 715 Domare: Richard Thomas Gough (Wales) |
|  |              |                   |         |                                    | London Publik: 33 715 Domare: Richard Thomas Gough (Wales) | London Publik: 33 715 Domare: Richard Thomas Gough (Wales) |